# Павел Пумпрла
Павел Пумпрла (чеш. Pavel Pumprla; Забрех, 13. јун 1986) је чешки кошаркаш. Игра на позицијама бека и крила, а тренутно наступа за Нимбурк. 

## Успеси

### Клупски
- Нимбурк:
  - Првенство Чешке (5): 2009/10, 2010/11, 2011/12, 2016/17, 2017/18.
  - Куп Чешке (5): 2010, 2011, 2012, 2017, 2018.

### Појединачни
- Идеални тим Еврокупа — друга постава (1): 2011/12.